# Revò
Revò es una localidad italiana, capital del municipio de Novella en la provincia de Trento, región de Trentino-Alto Adigio, con 1.261 habitantes.
Fue un municipio independiente hasta el 31 de diciembre de 2019, en que fue disuelto y pasó a formar parte del municipio de Novella.

## Evolución demográfica
| Gráfica de evolución demográfica de Revò entre 1861 y 2001 |
|                                                            |
| Fuente ISTAT - elaboración gráfica de Wikipedia            |